# بيتر غولاتشي
بيتر غولاتشي (بالمجرية: Gulácsi Péter)‏ (مواليد 6 مايو 1990 في بودابست - المجر) لاعب كرة قدم مجري يلعب حاليا لصالح نادي آر بي لايبزيغ الألماني في مركز حراسة المرمى.

## مسيرته الكروية
لعب بيتر غولاتشي خلال مسيرته الاحترافية مع 7 أندية في أربعة عشر موسمًا ولم يسجل خلالها أي هدف ضمن 260 مباراة. حيث فاز في موسمين بالكأس وفي ثلاثة مواسم بالدوري.
خاض بيتر غولاتشي مسيرته مع نادي بودابست في موسم 2007–08 لمدة موسم واحد، لم يشارك في أي مباراة ولم يسجل أي هدف. ثم انتقل إلى نادي هيرفورد في موسم 2008–09 لمدة موسم واحد، حيث شارك في 18 مباراة ولم يسجل أي هدف أيضًا. لينتقل بعدها إلى نادي ترانمير روفرز في موسم 2009–10 ولمدة موسمين، مشاركًا في 17 مباراة ولم يسجل أي هدف أيضًا. ثم انتقل إلى نادي هال سيتي في موسم 2011–12 لمدة موسم واحد، مشاركًا في 15 مباراة ولم يسجل أي هدف أيضًا. هذا وانتقل لاحقًا إلى نادي ليفربول في موسم 2012–13 لمدة موسم واحد، لم يشارك في أي مباراة ولم يسجل أي هدف أيضًا. ثم انتقل بعدها إلى نادي ريد بول سالزبورغ في موسم 2013–14 ولمدة موسمين، مشاركًا في 65 مباراة ولم يسجل أي هدف أيضًا. ليعود وينتقل من جديد، لكن هذه المرة إلى نادي آر بي لايبزيغ في موسم 2015–16 ليلعب معه خمسة مواسم، مشاركًا في 145 مباراة ولم يسجل أي هدف أيضًا.

## روابط خارجية
- بيتر غولاتشي على موقع الاتحاد الدولي (مؤرشف)  (الإنجليزية)
- بيتر غولاتشي على موقع الاتحاد الأوربي (الإنجليزية)
- بيتر غولاتشي على موقع إي إس بي إن إف سي (الإنجليزية)
- بيتر غولاتشي على موقع قاعدة بيانات كرة القدم.إي يو (الإنجليزية)
- بيتر غولاتشي على موقع ليكيب (الفرنسية)
- بيتر غولاتشي على موقع ناشيونال فوتبول تيمز (الإنجليزية)
- بيتر غولاتشي على موقع Soccerbase.com (لاعب) (الإنجليزية)
- بيتر غولاتشي على موقع Soccerway.com (الإنجليزية)
- بيتر غولاتشي على موقع عالم كرة القدم.نت (الإنجليزية)
- بيتر غولاتشي على موقع AS.com (الإسبانية)